# Kalle Päätalo
Kaarlo (Kalle) Alvar Päätalo  (1919. november 11. – 2000. november 20.) finn író. A 20. század egyik leghíresebb finn regényírója volt.

## Élete
Taivalkoskiban született, Oulu megyében, szegény körülmények közé. Apja időszakos mentális gyengesége miatt tulajdonképpen 14 éve kora óta ő tartotta el a családját, közben arról álmodozott, hogy író lesz. A téli háborúban majd az azt követő második világháborúban rövid szolgálatot teljesített, ezalatt meg is sérült azonban. A háború után Tamperébe költözött, építésznek tanult, ezalatt meg rövid történeteket írt, amiket az újságok közöltek. Kétszer házasodott, második házasságából két lánya született, Riitta Liisa (1956-) és Elina Tuulikki (1959-2008).
1958-ban debütált íróként, az első könyve helyszíne Tampere volt. Második regényében, a Mindennapi kenyerünkben a szülői táj volt a háttér. Ettől kezdve szabadúszó íróként tevékenykedhetett és 1962-től haláláig évente kiadott egy könyvet. 1971-ben adta ki a később 27 részesre sikeredett Juuret Iijoen törmässä (Gyökerek az Iijoki medrében) című regényét, amely lehet, hogy a világ leghosszabb önéletrajzi írása (összesen 17 000 oldal).

## Díjai, tagságai
1961-től a finn írók társaságának tagja. 1970-ben Tack för böcken-díjat kapott. 1978-ban Pro Finlandia-díjat kapott és professzori címet. 1994-ben az Oului Egyetem díszdoktora lett. 1999-ben Väinö Linna- és Suomi-díjat kapott. Élete során 39 regényt, két novellagyűjteményt adott ki. Több írását halála után adták ki. Könyveiből négy filmet forgattak. Könyveit angolra, svédre is lefordították.

## Könyvei

### Koillismaa-sorozat
- Koillismaa (1960)
- Selkosen kansaa (1962)
- Myrsky Koillismaassa (1963)
- Myrskyn jälkeen (1965)
- Mustan lumen talvi (1969)

### Iijoki-sorozat
- Huonemiehen poika (1971)
- Tammettu virta (1972)
- Kunnan jauhot (1973)
- Täysi tuntiraha (1974)
- Nuoruuden savotat (1975)
- Loimujen aikaan (1976)
- Ahdistettu maa (1977)
- Miinoitettu rauha (1978)
- Ukkosen ääni (1979)
- Liekkejä laulumailla (1980)
- Tuulessa ja tuiskussa (1981)
- Tammerkosken sillalla (1982)
- Pohjalta ponnistaen (1983)
- Nuorikkoa näyttämässä (1984)
- Nouseva maa (1985)
- Ratkaisujen aika (1986)
- Pyynikin rinteessä (1987)
- Reissutyössä (1988)
- Oman katon alle (1989)
- Iijoen kutsu (1990)
- Muuttunut selkonen (1991)
- Epätietoisuuden talvi (1992)
- Iijoelta etelään (1993)
- Pato murtuu (1994)
- Hyvästi, Iijoki (1995)
- Pölhökanto Iijoen törmässä (1998)

### Más könyvek
- Ihmisiä telineillä (1958)
- Ennen ruskaa (1964)
- Koillismaa kuvina (1964)
- Viimeinen savotta (1966)
- Nälkämäki (1967)
- Kairankävijä (1968)
- Höylin miehen syksy (1970)
- Susipari (1971)
- Reissumies ja ämmänlänget / Ankara maa (1976)
- Sateenkaari pakenee (1996)
- Juoksuhautojen jälkeen (1997)
- Mustan Lumperin raito (1999)
- Selkosten viljastaja (2000)
- Kannaksen lomajuna (2001)
- Vikke Nilon tarina (2002)
- Isäni Hermanni (2003)
- Riitun poika (2004)
- Ihmisiä Iijoen törmällä (2005)
- Montuissa ja tellingeillä (2006)
- Linjoilla ja linjojen takana (2007)